# Straniero (Davide Shorty)
Straniero è il primo album in studio del cantante italiano Davide Shorty, pubblicato il 24 febbraio 2017.

## Tracce
Testi e musiche di Davide Shorty.
1. Terra – 4:04
2. Sentirò – 4:39
3. Fare a meno – 4:12
4. Ci amo – 3:27
5. Plastica – 3:32
6. Fenomeno – 4:39
7. Nessuno mi sente – 5:03
8. Tutto scorre/Good Times – 4:23
9. Se solo ti lasciassi andare – 3:13
10. Viaggio breve – 3:30
11. Dentro te – 4:37